# Persone di cognome Bryant
| Questa pagina contiene informazioni ricavate automaticamente dalle voci biografiche con l'ausilio del template Bio e di un bot. L'aggiornamento è periodico e automatico e ricostruisce completamente la pagina. Se manca una persona in questa lista, sei pregato di non aggiungerla, ma accertati piuttosto che la sua voce biografica contenga il template Bio e che i dati anagrafici siano correttamente compilati. Se il template Bio manca, inseriscilo tu stesso o, in alternativa, metti l'avviso {{tmp\|Bio}} che ne segnala la mancanza. Se i dati riportati sono sbagliati, correggi direttamente la voce biografica; le modifiche saranno visibili in questa lista entro pochi giorni. Per chiarimenti vedi il progetto antroponimi. La lista contiene solo le 70 persone che sono citate nell'enciclopedia e per le quali è stato implementato correttamente il template Bio. Pagina aggiornata al 23 lug 2025. |

Questa è una lista di persone presenti nell'enciclopedia che hanno il cognome Bryant, suddivise per attività principale.

## Allenatori di football americano(1)
- Bear Bryant, allenatore di football americano statunitense (Moro Bottom, n. 1913 - Tuscaloosa, † 1983)

## Antiquari(1)
- Jacob Bryant, antiquario inglese (Plymouth, n. 1715 - Cippenham, † 1804)

## Arcieri(2)
- Phil Bryant, arciere statunitense (Melrose, n. 1878 - Marshfield, † 1938)
- Wallace Bryant, arciere statunitense (Melrose, n. 1863 - Gloucester, † 1953)

## Atlete paralimpiche(1)
- Carol Walton, atleta paralimpica, tennistavolista e schermitrice britannica (n. 1947)

## Attori(5)
- Charles Bryant, attore, sceneggiatore e regista britannico (Hartford, n. 1879 - Mount Kisco, † 1948)
- John Bryant, attore statunitense (Dixon, n. 1916 - Hollywood, † 1989)
- Lucas Bryant, attore canadese (Elmira, n. 1978)
- Michael Bryant, attore britannico (Londra, n. 1928 - Londra, † 2002)
- William Bryant, attore statunitense (Detroit, n. 1924 - Woodland Hills, † 2001)

## Attrici(8)
- Aidy Bryant, attrice, comica e sceneggiatrice statunitense (Phoenix, n. 1987)
- Clara Bryant, attrice statunitense (Los Angeles, n. 1985)
- Joy Bryant, attrice e modella statunitense (New York, n. 1974)
- Karis Paige Bryant, attrice statunitense (Arlington, n. 1985)
- Lee Bryant, attrice statunitense (Manhattan, n. 1945)
- Nana Bryant, attrice statunitense (Cincinnati, n. 1888 - Hollywood, † 1955)
- Nicola Bryant, attrice britannica (Guildford, n. 1960)
- Sofia Bryant, attrice finlandese (Los Angeles, n. 1999)

## Bobbisti(1)
- Percy Bryant, bobbista statunitense (New York, n. 1897 - New York, † 1960)

## Briganti(1)
- Mary Bryant, brigante britannica (Fowey, n. 1765)

## Cantanti(3)
- Anita Bryant, cantante e attivista statunitense (Barnsdall, n. 1940 - Edmond, † 2024)
- Cora Mae Bryant, cantante e compositrice statunitense (Oxford, n. 1926 - Oxford, † 2008)
- Willie Bryant, cantante e disc jockey statunitense (Chicago, n. 1908 - Los Angeles, † 1964)

## Cantautrici(1)
- Miriam Bryant, cantautrice svedese (Göteborg, n. 1991)

## Cestisti(12)
- Em Bryant, ex cestista e allenatore di pallacanestro statunitense (Chicago, n. 1938)
- Carter Bryant, cestista statunitense (Riverside, n. 2005)
- Darryl Bryant, ex cestista statunitense (Brooklyn, n. 1990)
- Elijah Bryant, cestista statunitense (Gwinnett, n. 1995)
- Joe Bryant, cestista e allenatore di pallacanestro statunitense (Filadelfia, n. 1954 - Filadelfia, † 2024)
- John Bryant, cestista statunitense (Berkeley, n. 1987)
- Kevin Bryant, cestista tedesco (Ulma, n. 1994)
- Kobe Bryant, cestista statunitense (Filadelfia, n. 1978 - Calabasas, † 2020)
- Mark Bryant, ex cestista e allenatore di pallacanestro statunitense (Glen Ridge, n. 1965)
- Thomas Bryant, cestista statunitense (Rochester, n. 1997)
- Travon Bryant, ex cestista e allenatore di pallacanestro statunitense (Cerritos, n. 1983)
- Zack Bryant, cestista statunitense (Hastings, n. 1997)

## Giocatori di baseball(1)
- Kris Bryant, giocatore di baseball statunitense (Las Vegas, n. 1992)

## Giocatori di football americano(14)
- Antonio Bryant, ex giocatore di football americano statunitense (Miami, n. 1981)
- Armonty Bryant, giocatore di football americano statunitense (Wichita Falls, n. 1990)
- Austin Bryant, giocatore di football americano statunitense (Pavo, n. 1996)
- Coby Bryant, giocatore di football americano statunitense (Cleveland, n. 1999)
- Desmond Bryant, ex giocatore di football americano statunitense (Shorewood, n. 1985)
- Dez Bryant, giocatore di football americano statunitense (Contea di Galveston, n. 1988)
- Fernando Bryant, ex giocatore di football americano statunitense (Albany, n. 1977)
- Harrison Bryant, giocatore di football americano statunitense (Macon, n. 1998)
- Jeff Bryant, ex giocatore di football americano statunitense (Atlanta, n. 1960)
- Red Bryant, ex giocatore di football americano statunitense (Jasper, n. 1984)
- Martavis Bryant, giocatore di football americano statunitense (Calhoun Falls, n. 1991)
- Matt Bryant, ex giocatore di football americano statunitense (Orange, n. 1975)
- Warren Bryant, giocatore di football americano statunitense (Miami, n. 1955 - Smyrna, † 2021)
- Wendell Bryant, ex giocatore di football americano statunitense (Minneapolis, n. 1980)

## Giornaliste(1)
- Louise Bryant, giornalista e scrittrice statunitense (San Francisco, n. 1885 - Sèvres, † 1936)

## Judoka(1)
- Karina Bryant, judoka britannica (Kingston upon Thames, n. 1979)

## Lunghiste(1)
- Claire Bryant, lunghista statunitense (n. 2001)

## Medici(1)
- Henry Bryant, medico e naturalista statunitense (Boston, n. 1820 - Porto Rico, † 1867)

## Modelle(1)
- Deborah Irene Bryant, ex modella statunitense (Overland Park, n. 1947)

## Multiplisti(1)
- Ashley Bryant, multiplista britannico (Londra, n. 1991)

## Pesisti(1)
- Noah Bryant, pesista statunitense (Santa Barbara, n. 1984)

## Pianisti(1)
- Ray Bryant, pianista statunitense (Filadelfia, n. 1931 - New York, † 2011)

## Politici(5)
- Andrew Jackson Bryant, politico statunitense (Effingham, n. 1831 - Baia di San Francisco, † 1888)
- Cecil Farris Bryant, politico e avvocato statunitense (Contea di Marion, n. 1914 - Jacksonville, † 2002)
- Phil Bryant, politico statunitense (Moorhead, n. 1954)
- Gyude Bryant, politico liberiano (Monrovia, n. 1949 - Monrovia, † 2014)
- John Wiley Bryant, politico statunitense (Lake Jackson, n. 1947)

## Psicologhe(1)
- Thema Bryant-Davis, psicologa statunitense (n. 1973)

## Storici(1)
- Arthur Bryant, storico britannico (Dersingham, n. 1899 - Salisbury, † 1985)

## Triatlete(1)
- Sarah Bryant, triatleta neozelandese (Dunedin, n. 1985)

## Tuffatrici(1)
- Kelci Bryant, tuffatrice statunitense (Springfield, n. 1989)

## Velociste(2)
- Dezerea Bryant, velocista statunitense (Milwaukee, n. 1993)
- Rosalyn Bryant, ex velocista statunitense (Chicago, n. 1956)